# Церковь Антипия на Колымажном дворе
Церковь Антипия на Колымажном дворе — православный храм в районе Хамовники города Москвы, основанный в XVI веке в одной из старейших частей города — Занеглименье. Принадлежит к Центральному благочинию Московской епархии Русский православной церкви.

## История

### XVI—XVII век
Часть Занеглименья, местности к северо-западу от Кремля, где была построена церковь Антипия, называлась Чертолье или Черторье (в летописях оно упоминается с 1365 года). В разные годы церковь фигурирует в документах как церковь «у Больших конюшен» (1619), «что в Чертолье» (1625), «что у Государевых больших конюшен» (1667), «на Ленивом торжке у старых конюшен».
Самое раннее упоминание церкви относится к 1530 году. Каменное здание было возведено в третьей четверти XVI века. Государев Конюшенный двор (позднее — Колымажный) находился с западной стороны церкви, возник он, вероятно, в 1547 году. На «Петровом чертеже» (1600—1605) рядом с Конюшенным двором обозначены две церкви — Зачатия Иоанна Предтечи (не сохранилась, разобрана в XVIII веке) и Антипия.
Церковь Антипия имела два престола: главный был освящён во имя священномученика Антипы Пергамского, а малый, в южной апсиде, — во имя Григория Декаполита.
По преданию, в церкви венчался Иван Грозный с одной из своих жён. Царь почитал священномученика Антипу, а среди его родовых святынь хранился зуб святого «Онтипия Великого», оправленный в серебро.
В церкви находится фамильный склеп представителей семейства Скуратовых. В 1627 году у церкви патриархом был погребён Дмитрий Скуратов — правнук Ивана Скуратова, брата Малюты. То обстоятельство, что один из приделов посвящён Григорию Декаполиту, позволило предположить, что либо Малюта Скуратов (Григорий Плещеев-Бельский), либо кто-то из его родных принимали участие в строительстве храма. В «Росписном списке города Москвы» (1638) среди дворов, примыкающих к участку, занимаемому церковью, названа усадьба стольника Петра Скуратова, которая вплотную примыкала к территории храма с востока. Часть исследователей считает, что это усадьба потомков Малюты Скуратова. После того, как Чертолье отошло к Опричнине (1565), его жители были переселены. Возможно, что именно тогда здесь и обосновались Скуратовы. Существует также гипотеза, что усадьба у Антипия принадлежала роду, основателем которого был Григорий Филиппович Станище («род Скурата Зиновьева»). Кроме двора Скуратова рядом находились дворы Грязнова-Агишева, Вельяминовых, князей Волконского, Збарецкого и Пронского.

### XVIII — начало XX века
В 1737 году здание пострадало во время Великого пожара Москвы. 9 февраля 1739 года было получено разрешение на разборку пришедшего в ветхость придела Николая Чудотворца и на строительство на средства Сергея Голицына нового придела. В 1741 году, по окончании строительства, 4 мая новый придел был освящён. В 1773 году у храма появился ещё один придел — великомученицы Екатерины.
Среди прихожан церкви числился князь Степан Борисович Куракин, основатель и первый матадор московского Английского клуба; представители дворянских родов: Лопухиных, Апраксиных, Оболенских. В 1813 году в приходе церкви состоял генерал-майор Алексей Тимофеевич Тутолмин. В начале XX века в приходе проживал художник Валентин Серов.
В 1830 году Колымажный двор был сломан; его каменные постройки служили сначала манежем для обучения верховой езде, потом были преобразованы в пересыльную тюрьму. Из неё бежал Ярослав Домбровский. Затем тюрьма была перемещена в Бутырки. После долгих споров территорию бывшего Колымажного двора отдали под Музей изобразительных искусств, так как эта площадка была единственной свободной из подходящих для строительства в центре Москвы.
В феврале 1922 года в церкви Патриархом Тихоном был рукоположен в сан диакона будущий священномученик Илья Громогласов. Отец Илья служил в церкви примерно месяц, в марте этого же года его арестовали как «участника в совещаниях у Александра Хотовицкого» в связи с делом об изъятии церковных ценностей из храма Христа Спасителя. Возможно, отец Илья после рукоположения в сан иерея проводил богослужения и в этом храме.

### После революции
Храм закрывался в 1929 году, в нём планировалось разместить неофилологическую библиотеку. Затем здание было передано по решению Президиума Моссовета от 28 августа 1929 года Центральным художественным курсам Ассоциации художников революции. Здесь были жилые помещения, а позднее — отдел по реставрации тканей и хранение отдела прикладного искусства ГМИИ. В 1950-х годах были разобраны купол и глава придела Николая Угодника. О состоянии храма в 1966 году свидетельствовал краевед Михаил Леонидович Богоявленский:

Храм стоит заброшенный, вид имеет неряшливый. Некоторые кресты сброшены, на колокольне нет крыши, подгнившая обрешетка кусками спадает вниз, купола дырявые, штукатурка отвалилась. В храме живут люди, часть занята под склад.

### Реставрация
Основные реставрационные работы проходили в 1968 году под руководством архитектора Льва Давида. Первоначально Давид предполагал убрать все наслоения XVII—XIX веков, оставив лишь древнее ядро XVI века. Однако Музей изобразительных искусств планировал разместить в здании храма библиотеку, а после демонтажа поздних сооружений для неё не хватило бы места. Руководство музея помешало Давиду осуществить его замысел.
В 1983 году были отреставрированы три основных объёма храма, однако не были восстановлены купол и глава с крестом, венчающая южный придел. В 1990 году снова была проведена реставрация фасадов церкви, глава над приделом Григория Декаполита не была восстановлена и в этот раз.

### Исследования
До 1975 года церковь не упоминалась ни в одной из капитальных работ по истории древнерусского искусства. В 1975 году Лев Давид опубликовал результаты натурного изучения памятника и сравнения его с другими московскими архитектурными памятниками XVI века, документальное обоснование реконструкции церкви в её первоначальных формах и результаты проведённых реставрационных работ.

### Современное состояние
Церковная община заново сформировалась в 1991 году, в 1996 году её настоятелем стал протоиерей Владимир Волгин. Храм был передан Церкви 25 февраля 2005 года, день памяти святителя Алексия, митрополита Московского, и Иверской иконы Божией Матери. С этого момента началась комплексная реставрация церкви, а вокруг неё под руководством нового настоятеля протоиерея Дмитрия Рощина сплотилась крепкая община.
С 11 февраля 2016 года настоятелем храма является священник Андрей Щенников, пришедший сюда алтарником и выбранный на должность настоятеля из приходского клира.

## Архитектура
В настоящее время храм представляет собой комплекс объёмов, сложившийся в несколько этапов; формирование его завершилось к концу XVIII века. Ядром сооружения является одноглавый бесстолпный храм на подклете, возведённый предположительно в 1530-х годах. Размеры основного объёма — 8,2 × 8,29 м, вместе с апсидой длина составляет 13,3 м. Изначально его обходила с трёх сторон (южной, западной, северной) галерея-гульбище. Для московских приходских церквей той эпохи наличие подклета и гульбища было нехарактерным. Над западным фасадом возвышалась звонница.
С южной стороны к ней примыкает Никольский придел, построенный в XVII на месте галереи и перестроенный в 1739—1741 годах. С северной части располагается придел Рождества Иоанна Предтечи, с запада — церковный притвор и двухъярусная колокольня; все эти сооружения возведены в 1798 году. В XVIII веке в храме появился ещё один придел — великомученицы Екатерины. Вертикальными доминантами всего сооружения выступают колокольня, а также барабаны храма и северного придела.
Основной объём имеет небольшие размеры, перекрыт крещатым сводом и отличается от других храмов XVI века тем, что имеет двухчастный алтарь. Стены четверика были расчленены пилястрами на три прясла каждая. Средние части стен вынесены на полкирпича вперёд, поэтому в плане четверик имеет слегка крестообразную форму, в настоящее время это не так очевидно, так как скрыто за позднейшими пристройками. Прясла завершаются большими кокошниками килевидной формы, которые своими архивольтами «опираются» на капители пилястр. Кокошники северного и южного фасада соответствовали аркам гульбища. Над кокошниками прясел возвышается второй ряд из восьми кокошников. Кровлю, повторяющую форму крестового свода храма, венчает стройный барабан с главой в форме шлема.
Особенность храма, выделяющая его из ряда бесстолпных храмов — соответствие пилястр интерьера, разделяющих стены до уровня свода, фасадным пилястрам.
В XIX века потолок южного придела был разобран. В 1841 году в подклете южного придела была сооружена овальная колоннада. Позднее построена круговая колонная галерея при алтаре Николая Чудотворца. В середине столетия на своде и в нишах северного придела была выполнена стенопись, сохранившаяся до настоящего времени.